# シェンガ・ブジメ村
シェンガ・ブジメ村(ゾンカ語: ཤེལ་རྔ་_སྦྱེ་མི་)は、ブータンのプナカ県にあるゲオクの一つである。60%が森林で覆われている。また全ての世帯がきれいな水を使用できる。